# Селлерсвілл (Пенсільванія)
Селлерсвілл (англ. Sellersville) — місто (англ. borough) в США, в окрузі Бакс штату Пенсільванія. Населення — 4567 осіб (2020).

## Географія
Селлерсвілл розташований за координатами 40°21′38″ пн. ш. 75°18′25″ зх. д. / 40.36056° пн. ш. 75.30694° зх. д. (40.360540, -75.306872).  За даними Бюро перепису населення США в 2010 році місто мало площу 3,03 км², з яких 2,96 км² — суходіл та 0,06 км² — водойми.

### Клімат
| Клімат : Селлерсвілл    | Клімат : Селлерсвілл | Клімат : Селлерсвілл | Клімат : Селлерсвілл | Клімат : Селлерсвілл | Клімат : Селлерсвілл | Клімат : Селлерсвілл | Клімат : Селлерсвілл | Клімат : Селлерсвілл | Клімат : Селлерсвілл | Клімат : Селлерсвілл | Клімат : Селлерсвілл | Клімат : Селлерсвілл | Клімат : Селлерсвілл |
| Показник                | Січ.                 | Лют.                 | Бер.                 | Квіт.                | Трав.                | Черв.                | Лип.                 | Серп.                | Вер.                 | Жовт.                | Лист.                | Груд.                | Рік                  |
| Абсолютний максимум, °C | 21,3                 | 25,4                 | 29,9                 | 33,7                 | 34,5                 | 35,2                 | 38,6                 | 37,3                 | 36,0                 | 31,2                 | 26,7                 | 23,8                 | 38,6                 |
| Середній максимум, °C   | 3,7                  | 5,6                  | 10,2                 | 17,0                 | 22,6                 | 27,4                 | 29,6                 | 28,7                 | 24,9                 | 18,5                 | 12,3                 | 6,0                  | 17,3                 |
| Середня температура, °C | −1,1                 | 0,4                  | 4,7                  | 10,7                 | 16,2                 | 21,2                 | 23,7                 | 22,8                 | 18,7                 | 12,2                 | 6,8                  | 1,3                  | 11,6                 |
| Середній мінімум, °C    | −5,8                 | −4,7                 | −0,8                 | 4,5                  | 9,8                  | 15,1                 | 17,8                 | 16,9                 | 12,5                 | 5,9                  | 1,3                  | −3,3                 | 5,8                  |
| Абсолютний мінімум, °C  | −24,9                | −20,7                | −16,9                | −8,6                 | −1,2                 | 4,6                  | 8,2                  | 5,2                  | 1,2                  | −5                   | −12,1                | −19,2                | −24,9                |
| Норма опадів, мм        | 87                   | 72                   | 99                   | 104                  | 110                  | 111                  | 121                  | 99                   | 116                  | 109                  | 94                   | 101                  | 1223                 |
| Вологість повітря, %    | 67.4                 | 64.4                 | 60.0                 | 58.6                 | 62.5                 | 67.9                 | 68.4                 | 70.7                 | 71.7                 | 70.7                 | 69.4                 | 69.6                 | 66.8                 |
| ----------------------- | -------------------- | -------------------- | -------------------- | -------------------- | -------------------- | -------------------- | -------------------- | -------------------- | -------------------- | -------------------- | -------------------- | -------------------- | -------------------- |
| Джерело: PRISM          |                      |                      |                      |                      |                      |                      |                      |                      |                      |                      |                      |                      |                      |

## Демографія
Згідно з переписом 2010 року, у селищі мешкало 4249 осіб у 1721 домогосподарстві у складі 1123 родин. Густота населення становила 1404 особи/км².  Було 1804 помешкання (596/км²).
Расовий склад населення:
| - 93,6 % — білих - 1,8 % — чорних або афроамериканців - 1,0 % — азіатів - 0,3 % — корінних американців - 1,0 % — осіб інших рас |

До двох чи більше рас належало 2,3 %. Частка іспаномовних становила 3,4 % від усіх жителів.
За віковим діапазоном населення розподілялося таким чином: 24,2 % — особи молодші 18 років, 66,8 % — особи у віці 18—64 років, 9,0 % — особи у віці 65 років та старші. Медіана віку мешканця становила 36,8 року. На 100 осіб жіночої статі у селищі припадало 103,0 чоловіків;  на 100 жінок у віці від 18 років та старших — 97,6 чоловіків також старших 18 років.
Середній дохід на одне домашнє господарство  становив 80 632 долари США (медіана — 69 612), а середній дохід на одну сім'ю — 85 111 долар (медіана — 77 880). Медіана доходів становила 50 952 долари для чоловіків та 38 371 долар для жінок. За межею бідності перебувало 5,7 % осіб, у тому числі 4,5 % дітей у віці до 18 років та 6,2 % осіб у віці 65 років та старших.
Цивільне працевлаштоване населення становило 2555 осіб. Основні галузі зайнятості: освіта, охорона здоров'я та соціальна допомога — 26,0 %, роздрібна торгівля — 13,8 %, виробництво — 13,3 %.